# 马丁·A·诺瓦克
马丁·A·诺瓦克（英語：Martin Andreas Nowak，1965年12月11日—）是一位奥地利出生的美国數理生物學家，哈佛大学教授，主要作品有《超级合作者：进化数学、利他主义与人类行为》（Super Cooperators: Altruism, Evolution, and Why We Need Each Other to Succeed，与罗杰·海菲尔德合著，2011年）等。